# Град на холме
Библия короля Якова
Ye are the light of the world. A city that is set on an hill cannot be hid.

Синодальный перевод
Вы — свет мира. Не может укрыться город, стоящий на верху горы.
Град на холме (город, стоящий на верху горы; англ. a city upon a hill) — фраза из Нагорной проповеди Иисуса Христа (см. врезку).
Американские политики в своей риторике используют эту фразу для декларирования американской исключительности, обозначая США как «маяк надежды» для всего мира.

## Речь Джона Уинтропа
Упомянутый отрывок из Писания был процитирован 21 марта 1630 года в церкви Святого Креста в Саутгемптоне — в конце проповеди «Образец христианского милосердия» губернатора Массачусетской колонии пуританина Джона Уинтропа, перед тем как первая группа его колонистов взошла на корабль «Арбелла», чтобы основать Бостон. Цитируя Евангелие от Матфея, в котором Иисус предупреждает, что «[н]е может укрыться город, стоящий на верху горы», Уинтроп предупреждал своих товарищей-пуритан, что их новая общность будет как «град на холме: на нас обращены взоры всех людей», подразумевая, что в случае, если пуритане не сумеют сохранить свой завет с Богом, их грехи и ошибки будут явлены всему миру: 

Итак, если мы будем вести себя лживо пред нашим Богом в деле, за которое взялись, и этим побудим Его отвернуться от нас, мы станем притчей во языцех.
Оригинальный текст (англ.)So that if we shall deal falsely with our God in this work we have undertaken and so cause him to withdraw his present help from us, we shall be made a story and a byword through the world.
Проповедь Уинтропа была забыта почти на двести лет, пока в 1839 году её не опубликовало Массачусетское историческое общество. Она оставалась неясным намёком ещё более ста лет, пока историки и политические лидеры эпохи «холодной войны» не перетолковали её, ошибочно придав тексту Уинтропа значение документированного первоисточника идеи американской исключительности. Позднее принстонский историк Дэн Т. Роджерс показал неточность подобного толкования, объяснив, что первым пуританам, переселяющимся в Бостон, не была свойственна вера в своё великое предназначение. У них не было замыслов постройки Нового Иерусалима. Они не называли свой новый дом Сионом или Ханааном — обетованной землёй, текущей мёдом и молоком. Они лишь искали место, чтобы хранить свой завет с Богом без тех препон, с которыми они сталкивались в Англии. Ко временам второго поколения переселенцев Новая Англия была захолустьем Реформации, сугубо второстепенным явлением в сравнении с пуританской республикой в Англии и более состоятельной Голландской республикой. На самом деле, американская вера в своё предназначение появилась спустя несколько поколений.
Предупреждение Уинтропа о том, что «мы станем притчей», несколько раз исполнялось в последующие четыре столетия, как описывал в 1966 году в своей книге Кай Т. Эриксон

## В американской политике
9 января 1961 года избранный на президентский пост Джон Кеннеди процитировал эту фразу в своём обращении к Законодательному собранию Массачусетса:

…Меня вдохновляли общеизвестные слова Джона Уинтропа, сказанные им своим спутникам на флагманском корабле «Арабелла» 331 год назад, поскольку перед ними тоже стояла задача создать новую систему власти на опасном рубеже. «Мы должны всегда помнить, — сказал он, — что мы будем как „град на холме“: на нас обращены взоры всех людей». Сегодня взоры всех людей воистину обращены на нас, и наша система власти — каждая её ветвь, на каждом уровне (национальном, уровне штата, местном)  — должна быть как град на холме, построенный и населённый людьми, которым известны возложенное на них великое доверие и их великие обязанности. Ибо в 1961 году мы отправляемся в путешествие, которое не менее опасно, чем предпринятое в 1630 году «Арабеллой». Сегодня мы посвящаем себя задачам государственного строительства, не менее впечатляющим, чем руководство Колонией Массачусетского залива, которая в ту пору была утеснена ужасом извне и беспорядками изнутри. История не будет судить о наших начинаниях — и власть не может быть избрана — на основании всего лишь цвета кожи, вероисповедания и даже партийной принадлежности. В такие времена, как сейчас, не будут достаточны, хотя они крайне важны, даже грамотность, верность и авторитетность. Ибо с тех, кому много дано, много спросится…
Оригинальный текст (англ.)…I have been guided by the standard John Winthrop set before his shipmates on the flagship Arabella three hundred and thirty-one years ago, as they, too, faced the task of building a new government on a perilous frontier. "We must always consider", he said, "that we shall be as a city upon a hill—the eyes of all people are upon us". Today the eyes of all people are truly upon us—and our governments, in every branch, at every level, national, state and local, must be as a city upon a hill—constructed and inhabited by men aware of their great trust and their great responsibilities. For we are setting out upon a voyage in 1961 no less hazardous than that undertaken by the Arabella in 1630. We are committing ourselves to tasks of statecraft no less awesome than that of governing the Massachusetts Bay Colony, beset as it was then by terror without and disorder within. History will not judge our endeavors—and a government cannot be selected—merely on the basis of color or creed or even party affiliation. Neither will competence and loyalty and stature, while essential to the utmost, suffice in times such as these. For of those to whom much is given, much is required …
3 ноября 1980 года Рональд Рейган сослался на ту же проповедь и воспользовался той же метафорой в своём предвыборном послании «Ви́дение для Америки» („A Vision for America“).  Рейган сообщил, что его вдохновили Мэнли П. Холл и его книга «Тайное предназначение Америки» („The Secret Destiny of America“), в которой говорится, будто бы тайный орден философов создал идею Америки как страны религиозной свободы и самоуправления.

Я несколько раз во время кампании нынешнего года ссылался на слова Джона Уинтропа, ибо я верю, что в 1980 году американцы всецело — ничуть не меньше, чем те давние поселенцы, — привержены ви́дению сияющего града на холме…
Эти люди, входящие в тот город на Потомаке, входят не как белые или чёрные, не как краснокожие или желтокожие; они не евреи или христиане; не консерваторы или либералы; не демократы или республиканцы. Они американцы, их приводит в священный трепет прошлое, они горды тем, что для них по-прежнему является… сияющим градом на холме.
Оригинальный текст (англ.)I have quoted John Winthrop's words more than once on the campaign trail this year—for I believe that Americans in 1980 are every bit as committed to that vision of a shining city on a hill, as were those long ago settlers…

These visitors to that city on the Potomac do not come as white or black, red or yellow; they are not Jews or Christians; conservatives or liberals; or Democrats or Republicans. They are Americans awed by what has gone before, proud of what for them is still… a shining city on a hill.
Рейган неоднократно ссылался на эту концепцию в своих речах. Особого внимания заслуживает его прощальное обращение к народу 11 января 1989 года:

Я говорил про сияющий град всю свою политическую жизнь, но я не знаю, передал ли я когда-либо в должной мере то, что я видел, когда произносил это. Но в моём воображении это был высокий, гордый город, построенный на скалах, которые сильней океанов, при этом открытый всем ветрам, благословлённый Богом и наполненный всякого рода людьми, живущими в мире и согласии. Свободные порты в городе бурлили от торговли и изобретательности. А если городу нужны были городские стены, в них имелись ворота, и эти ворота были открыты каждому, кто имел волю и сердечное чувство войти внутрь. Вот как я видел его и до сих пор вижу.
Оригинальный текст (англ.)I've spoken of the shining city all my political life, but I don't know if I ever quite communicated what I saw when I said it. But in my mind it was a tall, proud city built on rocks stronger than oceans, wind-swept, God-blessed, and teeming with people of all kinds living in harmony and peace; a city with free ports that hummed with commerce and creativity. And if there had to be city walls, the walls had doors and the doors were open to anyone with the will and the heart to get here. That's how I saw it, and see it still.